# Shakshouka

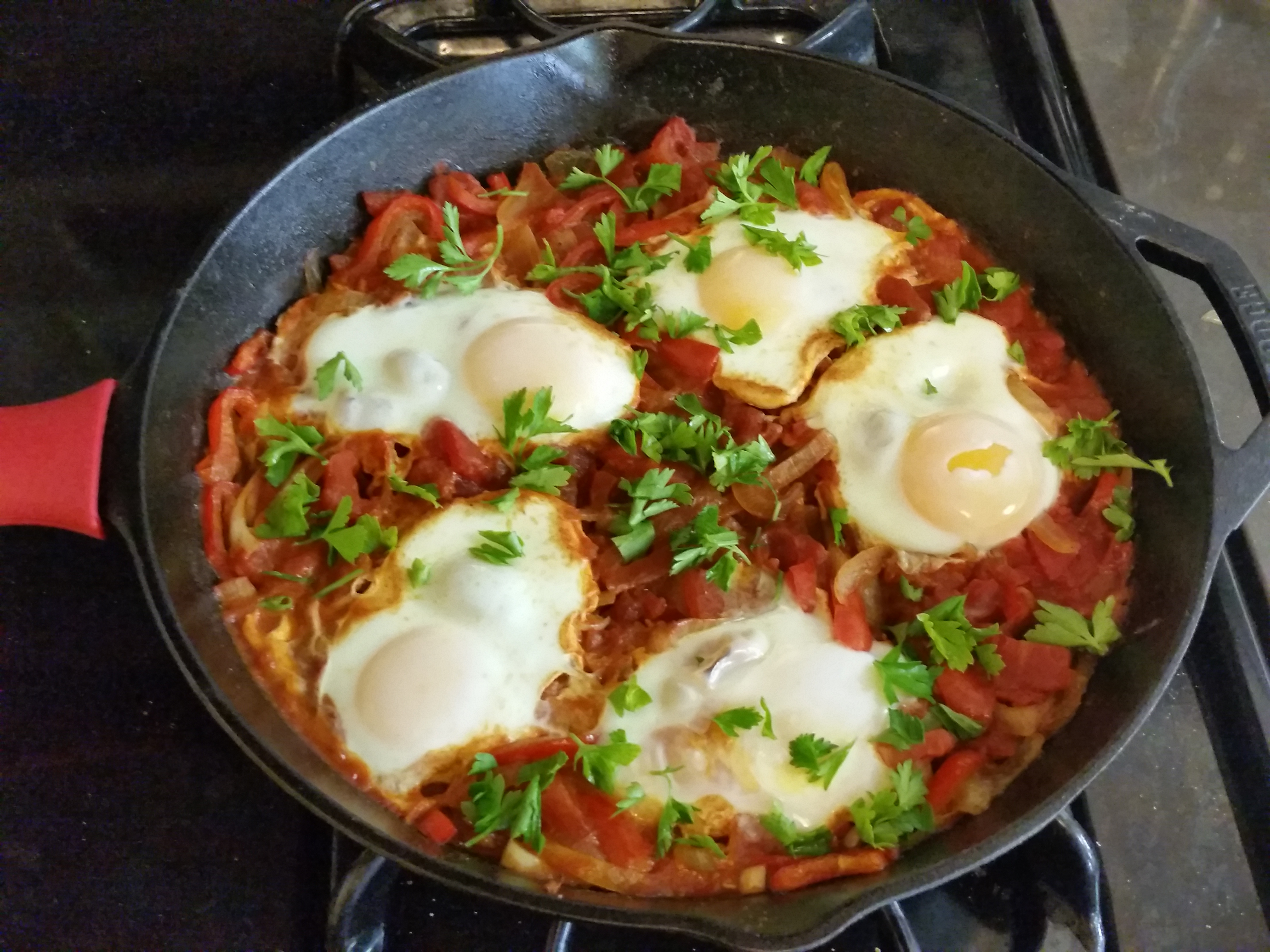
Shakshouka

Shakshouka (även shakshuka eller chakchouka) är en maträtt som är populär i Nordafrika och Mellanöstern. Den består av en kryddstark ragu av tomater, paprika och lök, i vilken ägg pocheras. Ursprunget av rätten är omdiskuterat. Det hävdas att den härstammar från Maghreb med en eventuell föregångare i Osmanska riket.